# Georges Bizet
Georges Alexandre César Léopold Bizet (n. 25 octombrie 1838, Quartier de Rochechouart⁠(d), Île-de-France, Franța – d. 3 iunie 1875, Bougival⁠(d), Île-de-France, Franța) a fost un compozitor francez al erei romantice, celebru mai ales datorită operei sale Carmen.

## Date biografice
Georges Bizet s-a născut la Paris în 1838. Tatăl său era profesor de canto, iar mama pianistă amatoare. A început studiile muzicale la vârsta de 9 ani la Conservatorul din Paris, avându-l profesor de compoziție pe Jacques Halévy, cu fiica căruia se va căsători în 1869. În 1857 obține importantul Premiu al Romei și studiază timp de trei ani în Italia. După întoarcerea la Paris, se dedică compoziției și își câștigă existența ca profesor particular de muzică. În urma unei infecții cronice a amigdalelor, face un reumatism articular acut cu complicații cardiace și moare la 3 iunie 1875, în vârstă de numai 36 de ani, trei luni după premiera operei sale Carmen. Este înmormântat la cimitirul Père Lachaise din Paris.

## Opere
Printre cele mai cunoscute opere se numără Pescuitorii de perle (Les pêcheurs de perles) 1863, Frumoasa fată din Perth (La jolie fille de Perth, 1867) și Djamileh (1872).
Opera Carmen (1875), bazată pe o nuvelă de Prosper Mérimée, a rămas până în prezent cea mai importantă creație a sa, deși la premiera din Paris nu s-a bucurat de prea mult succes. Totuși, în același an, după moartea lui Bizet, opera înregistrează un succes triumfal pe scena Operei de Stat din Viena. Pentru contemporani, trăsăturile veristice ale operei au stârnit la început indignare, întrucât intriga operei are loc într-un mediu de țigănci cu moravuri ușoare, muncitoare la o fabrică de țigarete, dezertori, contrabandiști. Doar toreadorul corespunde idealului unui erou de operă. Prin folosirea unor motive muzicale caracteristice, ca Habanera și Seguidilla, Bizet deschide drumul adoptării muzicii tradiționale spaniole, care a făcut școală până în secolul al XX-lea, în special prin compozitorii francezi Emmanuel Chabrier sau Maurice Ravel, sau compozitorul rus Ceaikovski.

## Lista principalelor creații muzicale
- 1854 Preoteasa (La Prêtresse), operetă
- 1857 Doctorul minune (Le Docteur miracle), operă comică
- 1859 Don Procopio, operă comică
- 1863 Pescuitorii de perle (Les pêcheurs de perles), operă
- 1867 Frumoasa fată din Perth (La jolie fille de Perth), operă
- 1872 L'Arlésienne, muzică de scenă pe textul unei nuvele de Alphonse Daudet
- 1875 Carmen, operă
- 1878 Djamileh (postum), operă într-un act
- 1855 „Simfonie” în Do major
- 1865 „Variațiuni cromatice”
- 1869 „Amintiri din Roma”
- 1871 „Jocuri de copii”, suită pentru pian
- 1874 „Patria”, uvertură simfonică

## Filme legate de compozitiile lui Georges Bizet
- În 1983, Carlos Saura realizează filmul Carmen, plecând de la textul nuvelei lui Prosper Mérimée, având coloana sonoră cu motive din muzica lui Georges Bizet.